# Südwestliches Harzvorland
Das Südwestliche Harzvorland ist eine aus verschiedenen Landschaftsformen zusammengesetzte Becken- und Hügellandschaft im südlichen Niedersachsen in den Landkreisen Northeim und Goslar und im Altkreis Osterode am Harz.
Es liegt zwischen dem Harz im Osten, dem Eichsfeld im Süden und der Leine im Westen und gehört nach dem Handbuch der naturräumlichen Gliederung Deutschlands zum Niedersächsischen Bergland.

## Geographische Lage

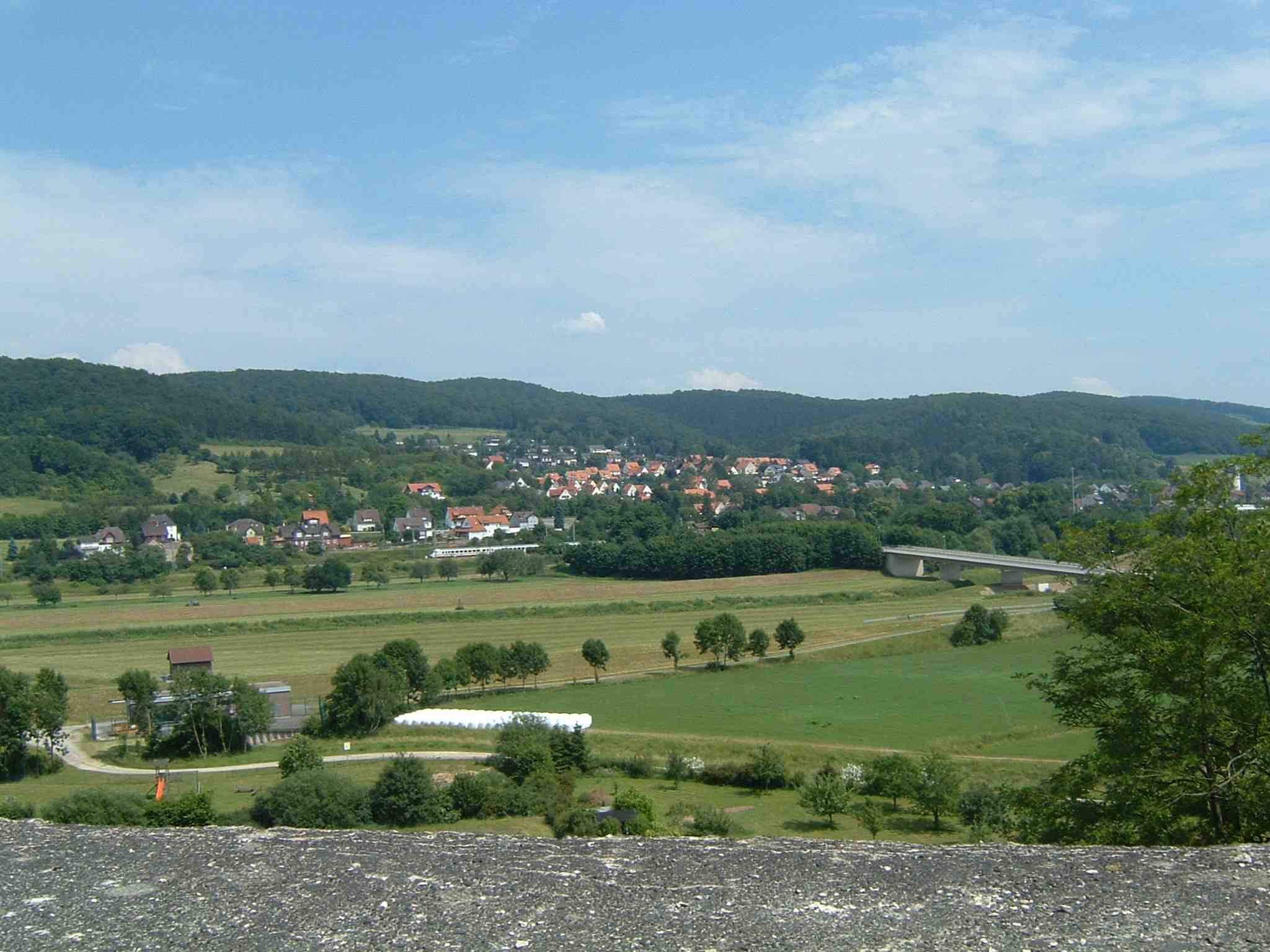
Die Landschaft bei Salzderhelden

Das Südwestliche Harzvorland erstreckt sich vom Harzrand bei Osterode im Osten und Osterhagen im Südosten, der Niedersächsisch-Thüringischen Landesgrenze im äußersten Südosten, dem Odertal im Südwesten, Einbeck im Nordwesten und Bad Gandersheim im Norden. Die Leine teilt zwischen Einbeck und Erzhausen den Höhenzug der Hube vom restlichen Harzvorland ab.

## Naturräumliche Einordnung
Das Südwestliche Harzvorland stellt innerhalb der naturräumlichen Haupteinheitengruppe Weser-Leine-Bergland die Haupteinheit 376 dar.
Das Südwestliche Harzvorland als Teil des Niedersächsischen Berglandes gliedert sich wie folgt:
- (zu 37 Weser-Leine-Bergland)
  - 376 Südwestliches Harzvorland
    - 376.0 Rittegau

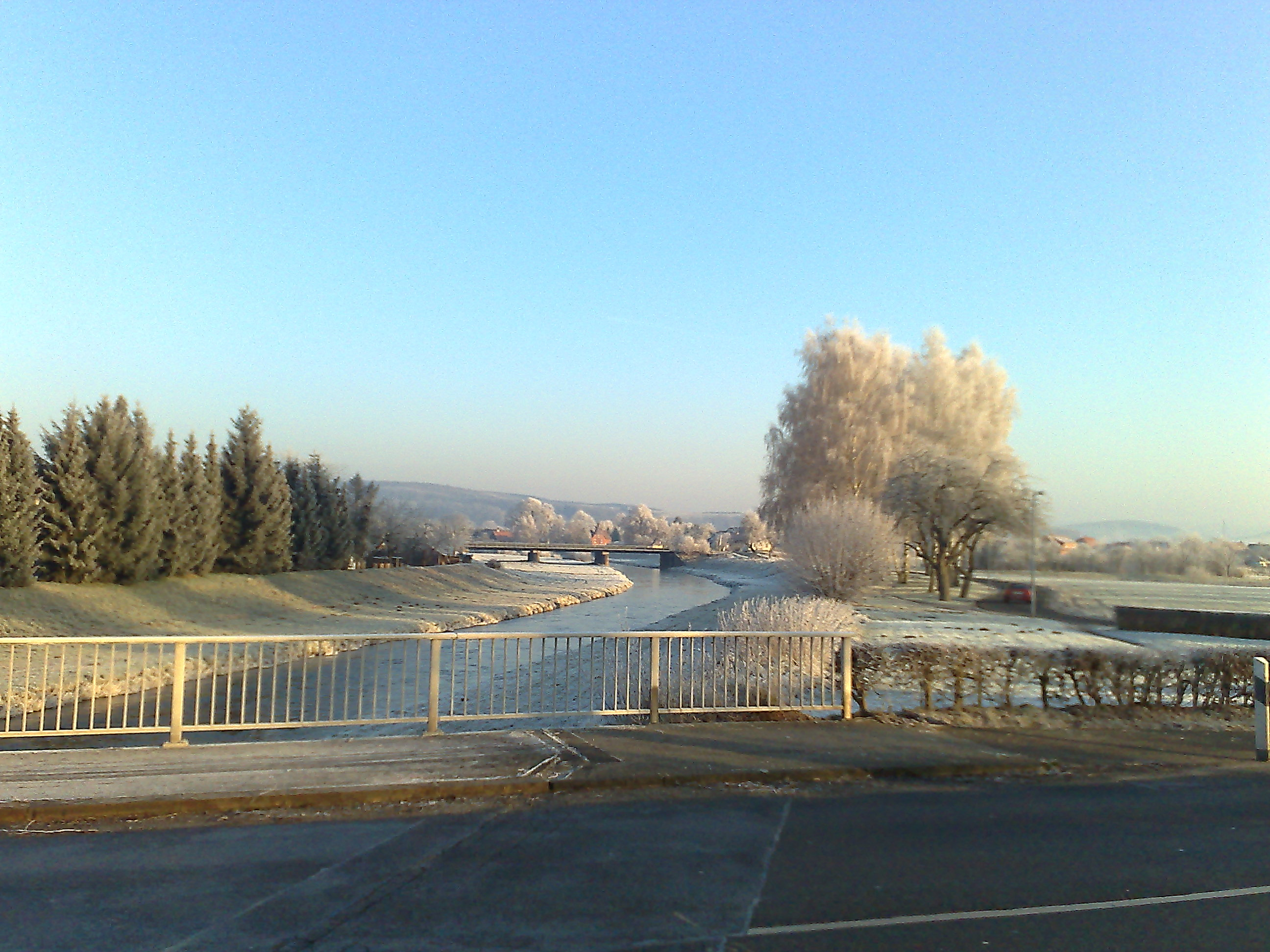
Das Rhumetal bei Katlenburg-Lindau

      - 376.00 Buntsandsteinberge von Salzderhelden
      - 376.01 Hube
      - 376.02 Kahlefelder Lößsenke
      - 376.03 Greener Leineaue
      - 376.04 Kreiensen-Northeimer Kalkberge
      - 376.05 Becken von Gandersheim
      - 376.06 Becken von Oldenrode und Willershausen

    - 376.1 Westerhöfer Bergland
    - 376.2 Osterode-Herzberger Vorland[3] (Südwestliches Harzvorland im engeren Sinne[2])
      - 376.20 Sösetal (ab Förste)
      - 376.21 Osteroder Kalkberge
      - 376.22 Osteroder Buntsandsteinberge
      - 376.23 Schotterfluren der Rhume, Oder und Sieber
      - 376.24 Herzberger Burgberg
      - 376.25 Herzberger Vorlandterrassen
      - 376.26 Bartolfelder Zechsteingürtel
      - 376.27 Scharzfelder Zechsteingürtel

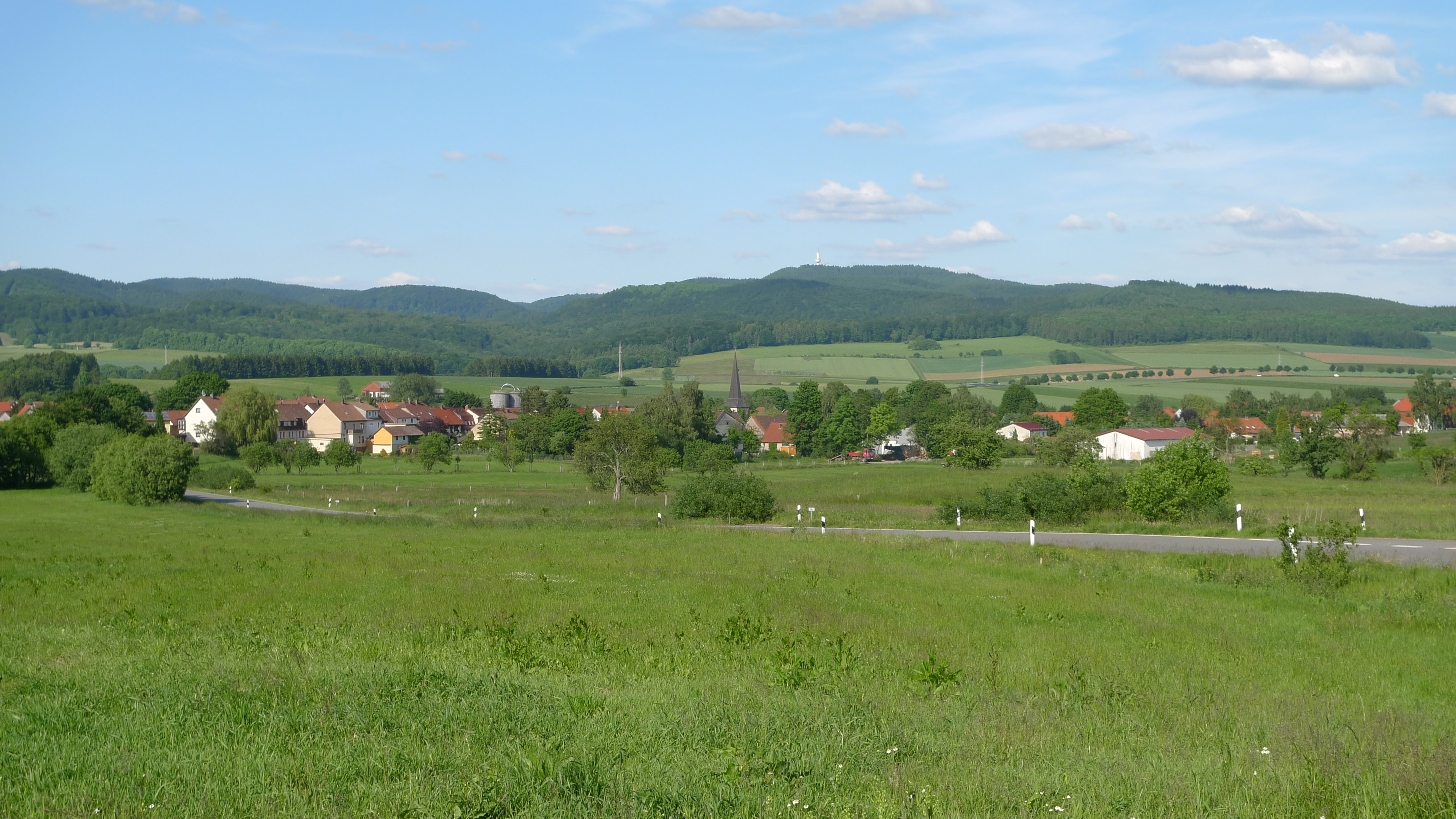
Blick über das südwestliche Harzvorland bei Bartolfelde

Benachbarte Naturräume und Landschaften des Südwestlichen Harzvorlandes sind im Uhrzeigersinn betrachtet:
- Oberharz im Osten
- der Südharzer Zechsteingürtel im Südosten geht ohne scharfe Grenze in die Zechsteingebiete des südwestlichen Harzvorlandes über
- Eichsfelder Becken mit dem Rotenberg im Süden und dem unteren Rhumetal im Südwesten
- Leinegraben im Westen
- Alfelder Bergland mit Hils und Selter im Nordwesten
- Innerstebergland mit dem Heber im Norden

## Geologie und Natur
Das Südwestliche Harzvorland im weiteren Sinne setzt sich aus verschiedenen Teillandschaften mit unterschiedlichen geologischen Grundlagen zusammen.

### Rittegau
Das Rittegau bildet den westlichen Landschaftsteil und wird zum Leinebergland gerechnet. Es liegt nordöstlich des Ilmebeckens zwischen Northeim im Süden, Einbeck im Nordwesten und Seesen im Nordosten und besteht aus verschiedenen Gesteinsarten (Muschelkalk, Buntsandstein, Jura). Die wichtigste Teillandschaft ist der Höhenzug der Hube, welcher bereits westlich der Leine liegt. Die steileren Höhenzüge und Berggebiete sind überwiegend bewaldet, während die Becken- und Tallagen landwirtschaftlich genutzt werden.

### Westerhöfer Bergland
Die überwiegend aus Buntsandstein bestehende Scholle des Westerhöfer Berglandes ist als nördliche Fortsetzung des Göttingen-Northeimer Waldes anzusehen. Sie erstreckt sich vom unteren Rhumetal bei Northeim im Südwesten bis zum westlichen Harzrand bei Seesen im Nordosten. Die Berglagen sind bewaldet (Misch-Wald), Ackerbau wird in den Tälern und flacheren Hängen betrieben.

### Osterode-Herzberger Vorland
Das Südwestliche Harzvorland im engeren Sinne ist eine durch zahlreiche, aus dem Harz kommende, Flüsse zertalte Schichtstufenlandschaft, welche aus Buntsandstein, Kalkgesteinen und Zechstein besteht. Die am unmittelbaren Harzrand gelegene Zechsteingebiete weisen wie die östlich gelegenen Zechsteingebiete des Südharzes vielfältige Karsterscheinungen auf, wie Erdfälle, Höhlen (Lichtensteinhöhle, Einhornhöhle) und Trockentäler. Eine geologische Besonderheit im Bereich der Eichsfeld-Schwelle bilden Felsformationen ehemaliger Riffe (Westerstein). Die bis zu mehrere Kilometer breiten Tallagen der Harzflüsse bestehen aus Schottergesteinen des Harzgebirges. Die Landschaft wird überwiegend landwirtschaftlich genutzt, neben einigen kleineren Waldgebieten gibt es auch offene Karstflächen mit Steppenheiden und Trockenhängen.
Zahlreiche kleine Naturschutzgebiete dienen der Erhaltung einer vielfältigen Flora und Fauna.

## Berge
In der stark gegliederten Hügellandschaft sind die wichtigsten Berge:
- Rittegau
  - Kahlberg (371 m), nördlich von Dögerode
  - Fuchshöhlenberg (346,2 m), nördlich von Einbeck (Hube)
  - Vogelberg (335,7 m), nordöstlich von Wiershausen
  - Westerberg (320,6 m), westlich von Kalefeld
  - Krieberg (299 m), östlich von Vogelbeck
  - Wadenberg (249,9 m), nördlich von Kreiensen
- Westerhöfer Bergland
  - Fahrenberg (402 m), nordwestlich von Gittelde
  - Dünenberg (358 m), östlich von Denkershausen
  - Rolandskopf (321 m), westlich von Willensen
  - Rehkopfberg (316 m), südwestlich von Gittelde
  - Bornberg (300,5 m), westlich von Förste
- Osterode-Herzberger Vorland
  - Butterberg (379 m), südlich von Bad Lauterberg
  - Westerstein (365 m), westlich von Bartolfelde
  - Krücker (340 m), östlich von Schwiegerhausen
  - Rosenberg (313 m), südlich von Osterode
  - Hagenberg (296 m), nördlich von Wulften
  - Kühle (293 m), südlich von Schwarzfeld
  - Ochsenberg (281 m), westlich von Herzberg

## Gewässer
Entwässert wird das Südwestliche Harzvorland hauptsächlich von Ost nach West. Die größeren Harzflüsse Oder, Sieber und Söse prägen mit ihren breiten Schotterfluren den südlichen und östlichen Landschaftsteil und münden in Katlenburg-Lindau in der Rhume und bei Northeim in die Leine. Diese tangiert den nordwestlichen Rand des Harzvorlandes bis Einbeck und separiert dann den Höhenzug der Hube ab. Zahlreiche kleinere Gewässer (u. a. Hakenbach, Dorster Mühlenbach, Aue, Wambach, Eterna) entspringen im Inneren des Harzvorlandes und schufen mit ihren Tälern eine abwechslungsreiche Landschaft.
Im Bereich der Südharzer Karstgebiete und der Schotterfluren kommt es zu starken Versickerungen der Harzflüsse Oder und Sieber. Über große unterirdische Wasserspeicher tritt es in den südlich angrenzenden Buntsandsteingebieten in Karstquellen wieder zu Tage, deren größte die Rhumequelle ist.

## Klima
Das Südwestliche Harzvorland liegt noch im subatlantischen Klimabereich, mit Übergang zum subkontinentalen im äußersten Südosten. Die Jahresmitteltemperatur beträgt je nach Höhenlage zwischen 7,5 °C (Bad Lauterberg) und 8,8 °C (Einbeck). Durch die Lage im Luv des Harzes kommt es zu starken Niederschlägen, die am unmittelbaren Harzrand selbst in den Tallagen 800–900 mm Jahresniederschlag überschreiten.